# Taifa de Santa María del Algarve
La Taifa de Santa María del Algarve fue un pequeño reino taifa surgido en Al-Ándalus a raíz de la desintegración del Califato de Córdoba y que perduró hasta el año 1052 (444 en el calendario musulmán de la Hégira), cuando fue absorbido por la Taifa de Sevilla.
La Taifa de Santa María del Algarve, que tuvo como capital la ciudad de Santa María del Algarbe o Šanta Maríyyat, llamada Harún (actual Faro), ocupaba el área más oriental de la actual región portuguesa de Algarve, alrededor de la foz del río Guadiana.
La familia de los Banu Harún fue la dinastía gobernante en Santa María del Algarve. El primer gobernante fue Saíd ibn Harún, probablemente muladí y nativo de Mérida. Al morir fue sucedido por su hijo Muhámmad, que tomó el nombre de al-Mutásim.

## Lista de Emires

### Dinastía Harunid
- Saíd ibn Harún: c. 1016–1041/1042
- Muhámmad ibn Saíd ibn Harún al-Mutásim: 1041/1042–1051
  - Pasó a Sevilla: 1051–1091